# 서클 세븐 애니메이션
서클 세븐 애니메이션(Circle Seven Animation)은 컴퓨터 생성 이미지(CGI) 애니메이션을 전문으로 하는 월트 디즈니 장편 애니메이션의 단명 부문으로, 원래는 디즈니가 소유한 픽사 자산의 속편을 제작하여 주요 라이벌 및 애니메이터를 만들려는 의도였다. 부서에 "Pixaren't"라는 조롱적인 별명을 붙였다. 스튜디오는 존재하는 동안 어떤 영화도 공개하지 않았으며 픽사에서 사용된 대본도 없었다.
이 부서의 이름은 스튜디오가 위치한 거리인 캘리포니아주 글렌데일의 서클 세븐 드라이브에서 따왔으며, 이곳은 KABC-TV의 본거지이기도 하다.
2006년 1월 디즈니의 픽사 인수로 인해 디즈니는 같은 해 5월 26일 서클 세븐 애니메이션을 폐쇄하고 스튜디오의 직원 168명 중 약 136명을 월트 디즈니 피처 애니메이션으로 이적했으며, 이 회사는 2007년 월트 디즈니 애니메이션 스튜디오로 사명을 변경했다. 및 계획된 픽사 속편(Monsters Inc. 2: Lost in Scaradise, Finding Nemo 2 및 서클 세븐 버전의 토이 스토리 3 포함) Circle Seven 폐쇄 이후 취소되었다.